# 프로그레시브 잭팟
프로그레시브 잭팟(Progressive jackpot)은 슬롯 머신 게임에서 제공되는 특별한 종류의 잭팟이다. 이 잭팟은 다양한 온라인 카지노나 땅-based 카지노에서 제공되며, 수많은 플레이어들이 해당 슬롯 머신을 플레이할 때마다 점진적으로 증가한다.프로그레시브 잭팟은 일반적으로 여러 개의 슬롯 머신이 연결되어 있으며, 플레이어들이 그 어떤 슬롯 머신에서도 특정 금액을 베팅할 때마다 잭팟 금액이 증가한다. 이러한 방식으로, 여러 플레이어들이 다양한 카지노에서 게임을 플레이하면서 동시에 잭팟 금액이 빠르게 높아지는 특징이 있다. 프로그레시브 잭팟은 때로는 수백만 달러에 이를 정도로 매우 큰 금액이 모일 수 있으며, 한 행운의 플레이어가 이를 획득할 때 꿈의 한방을 쏘는 순간이 될 수 있다. 그리고 잭팟이 터진 후에는 다시 초기 금액으로 재설정되어 점진적으로 쌓여갈 것이다. 프로그레시브 잭팟은 흥미로운 플레이 경험을 제공하며, 많은 플레이어들이 큰 당첨금을 얻기 위해 이에 도전한다. 그러나 잭팟을 획득하는 것은 정말로 드문 일이기 때문에, 기분 좋은 놀라움과 쾌감을 주는 동시에 책임을 가지고 즐거운 게임 플레이를 유지하는 것이 중요하다.